# Louis Wolfson
 (janvier 2016).
Si vous disposez d'ouvrages ou d'articles de référence ou si vous connaissez des sites web de qualité traitant du thème abordé ici, merci de compléter l'article en donnant les références utiles à sa vérifiabilité et en les liant à la section « Notes et références ».
Pour les articles homonymes, voir Wolfson.
Louis Wolfson né en 1931 à New York est un auteur américain, écrivant en français. Traité depuis son enfance pour schizophrénie, il ne supporte plus d'entendre ou de lire sa langue maternelle l'anglais. Il invente un procédé qui consiste à traduire immédiatement toute phrase anglaise en une phrase étrangère de mots ayant le même son et le même sens. Il a habité à New York, puis à Montréal, après la mort de sa mère. Cependant, depuis novembre 1994 il habite Porto Rico où il est devenu millionnaire le 9 avril 2003 après avoir gagné le gros lot à une loterie électronique.

## Biographie
Précocement diagnostiqué schizophrène, Louis Wolfson est placé par sa mère durant son adolescence dans des instituts psychiatriques où il subit des traitements violents, notamment par électrochocs. Cette période lui laissera une rancune et une méfiance particulières vis-à-vis de l'espèce humaine, mais aussi une détestation radicale de sa langue maternelle, dont il refuse l'usage. Il apprend des langues étrangères (notamment le français, l'allemand, l'hébreu et le russe) et s'habitue à traduire spontanément dans un sabir de toutes ces langues – selon un procédé d'une extrême sophistication – ce qui lui est dit en anglais.
Il adresse en 1963 à Gallimard un manuscrit où il expose, en français, les principes de son système linguistique et l'usage quotidien qu'il en fait. Le Schizo et les langues est publié en 1970 et connaît d'emblée un immense succès critique, notamment grâce à une préface de Gilles Deleuze. Il s’affuble alors lui-même de divers surnoms : « L'étudiant de langues schizophrénique », « L'étudiant malade mentalement », « L'étudiant d'idiomes déments ».
Sept ans plus tard, en 1977, la mère de Louis Wolfson meurt des suites d'une tumeur ovarienne. L'auteur, libéré de toute tutelle, quitte New-York et s'installe à Montréal en 1984. Il y entreprend d'écrire la chronique des derniers mois de leur vie partagée, marquée par l'agonie de sa mère et, chez lui, une pratique obsédante des paris hippiques. Le texte – Ma mère, musicienne, est morte... – retrouve la langue sidérante du Schizo et les langues, son humour, mais se charge aussi du drame de la maladie. Publié en 1984 par les éditions Navarin, ce texte était devenu introuvable. Louis Wolfson en a établi une nouvelle version durant l'année 2011, à Porto Rico, où il vit depuis 1994.

## Publications
- Le Schizo et les langues, préface de Gilles Deleuze, Paris, Gallimard, « Connaissance de l'inconscient », 1970,  (ISBN 2-07-027436-5) (réédité en 1987)
- Ma mère, musicienne, est morte de maladie maligne mardi à minuit au milieu du mois de mai mille977 au mouroir Memorial à Manhattan, Paris, Navarin, « Bibliothèque des Analytica », 1984  (ISSN 0756-273X).
- Ma mère, musicienne, est morte de maladie maligne à minuit, mardi à mercredi, au milieu du mois de mai mille977 au mouroir Memorial à Manhattan, nouvelle version. Le Rayol, France, Éditions Attila, coll. « Lupin », 2012, 302 p.  (ISBN 978-2-917084-47-2).
- « L'épileptique sensoriel schizophrène et les langues étrangères, ou Point final à une planète infernale », dans Change, octobre 1977, p. 119-130 (remaniements et ajouts au Schizo et les langues)